# Margaret Foley
Margaret F. Foley (1827–1877) est une sculptrice américaine de style néoclassique. Elle est connue pour ses camées, ses portraits en médaillon et sa taille directe.

## Les premières années
Foley naît dans le nord du Vermont en 1827 et grandit dans la région rurale de Vergennes dans le même État. Elle apprend la sculpture et la taille du bois, en autodidacte. Fille d'un ouvrier agricole, Foley travaille comme domestique pour financer ses études, puis devient institutrice,. À quatorze ans, Foley se rend à Lowell, dans le Massachusetts, pour travailler comme ouvrière à la filature de la Merrimack Corporation.
Tout en travaillant à l'usine, Foley entame une carrière de sculptrice professionnelle de camées, en coquillage et en lave. Elle apprend ce métier à l'École de design pour femmes d'Ednah Dow Cheney, ouverte en 1850 pour former les femmes célibataires aux arts ménagers. La sculpture de camées, comme la miniature, est considérée comme une carrière adaptée aux femmes artistes en raison de son caractère décoratif et de son côté sentimental. Foley continue de subvenir à ses besoins grâce à ses camées tout au long de sa carrière de sculptrice, et ses camées sont souvent salués lors de leurs expositions. Elle rencontre Lorenza Haynes à Lowell, dans le Massachusetts, et elles restent amies pendant près de trente ans, jusqu'à la mort de Foley.

## Carrière

### Séjour à Rome
En 1860, avec l'aide d'un homme politique du Vermont qui a reconnu son talent, Margaret Foley s'installe à Rome pour étudier et développer sa carrière de sculptrice. Elle voyage avec Charlotte Cushman et Emma Stebbins, toutes deux figures centrales d'une communauté expatriée de sculptrices et intellectuelles américaines, parmi lesquelles Harriet Hosmer, Anne Whitney, Edmonia Lewis, Louisa Lander, Vinnie Ream, entre autres. Au début, la situation financière de Foley à Rome est difficile, mais elle trouve rapidement un emploi : elle crée des portraits en médaillon pour des modèles célèbres et écrit des articles sur l'art pour le Boston Evening Transcript et le Crayon . À son arrivée à Rome, elle partage un atelier avec Emma Stebbins, mais après avoir reçu des conseils de John Gibson, elle ouvre son propre atelier via Due Macelli.
Artiste issue d'un milieu ouvrier et dépourvue du soutien fiable de mécènes fortunés, Foley choisit la plupart de ses sujets en fonction des exigences du marché de l'art. Parmi ceux-ci figurent des médaillons en relief, des pièces de fantaisie et des camées, autant d'objets qui attirent les touristes américains et britanniques visitant son atelier dans le cadre du Grand Tour. Comme beaucoup d'autres sculptrices américaines travaillant à Rome, Foley sculpte elle-même ses marbres afin de maîtriser les coûts et de garantir un contrôle artistique total du résultat final. Dans ce milieu, seule Harriet Hosmer connaît un succès suffisant pour nécessiter l'emploi d'assistants d'atelier.

### Œuvre
À Rome, Foley commençe à sculpter de grands portraits en médaillon de marbre – par exemple, un portrait  du poète William Cullen Bryant – ainsi que des bustes en ronde-bosse, comme celui du pasteur transcendantaliste Theodore Parker, réalisé en 1877. L'un de ses médaillons les plus célèbres, créé en 1866, représente Pascuccia, un modèle napolitain réputé pour sa beauté, qui incarne le monde de la Rome du XIXe siècle. Foley vend au moins quatre versions de cette sculpture.
Foley sculpte également des sujets bibliques et historiques tels que Jérémie et Cléopâtre, tous deux exposés dans le hall commémoratif principal de l'Exposition universelle de Philadelphie de 1876. Foley expose également une grande fontaine dans la salle d'horticulture de l'Exposition, composée de trois enfants soutenant un bassin en marbre orné de feuilles d'acanthe (aujourd'hui conservée au Fairmount Park Horticultural Center de Philadelphie, en Pennsylvanie),. Au cours de sa carrière, elle reçoit de nombreux éloges pour son « style noble et aux lignes nettes ».

## Mort
À partir des années 1870, la santé de Foley commençe à décliner ; elle est atteinte d'une maladie neurologique invalidante qui l'empêche de sculpter elle-même ses marbres. En 1877, elle se rend au Tyrol avec ses amis auteurs britanniques, les Howitt,. Elle meurt d'un accident vasculaire cérébral à Mérano, alors en Autriche-Hongrie, maintenant en Italie, le 7 décembre 1877.

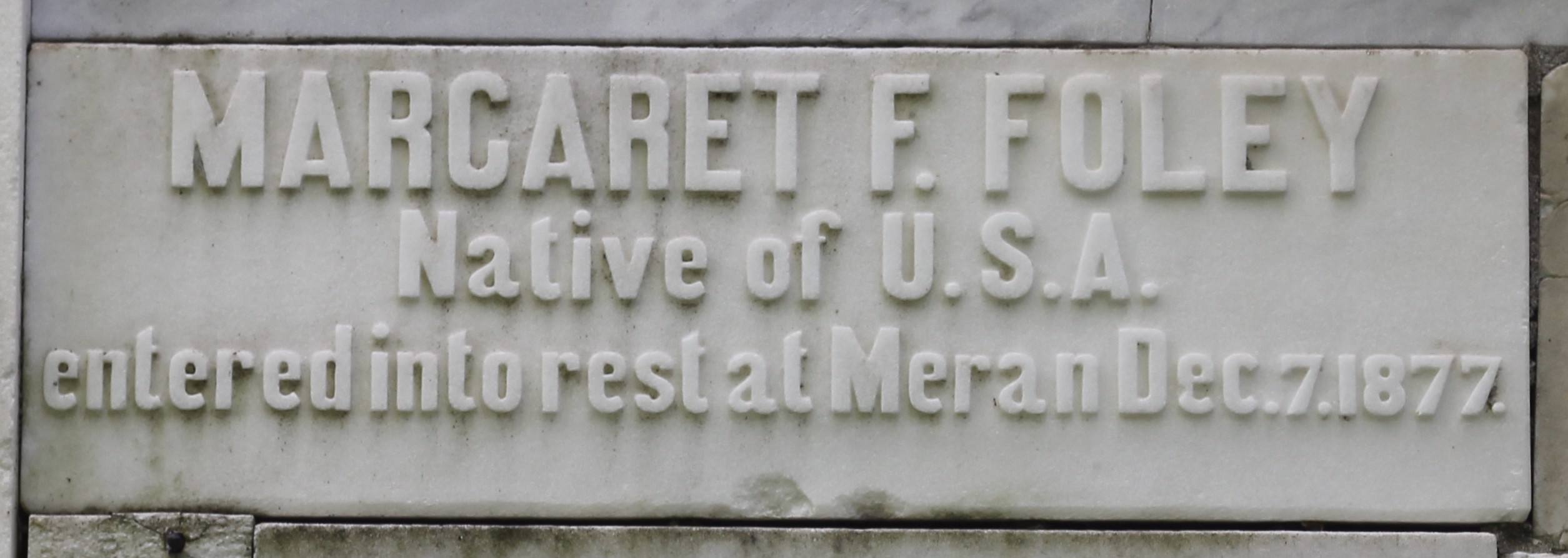
Inscription funéraire au cimetière protestant de Mérano.

## Réputation
Foley ne venant pas d'une classe sociale élevée, afin de répondre aux attentes de sont temps concernant les premieres sculptrices professionnelles, devait projeter d'elle une image de travailleuse diligente et de bonne morale. Dans son poème In loving memoriam of Margaret F. Foley, Charles Timothy Brooks compare Margaret Foley à un oiseau, et l'associe à la blancheur et à la lumière. Il fait d'elle un exemple de bonne chrétienne pure. Harriet Robinson écrit d'elle qu'elle avait « a head as classic and a skin as white as her own beautiful marbles » (une tête aussi classique et une peau aussi blanche que ses propres belles sculptures).

## Liste des œuvres connues
- Abolitionniste, 1860.
- Mme William Greenleaf Eliot, bas-relief en marbre, 1864[9].
- Bas-relief en marbre de Pascuccia, 1865[10]
- William Cullen Bryant, 1867 [11].
- Portrait de M. et Mme EHR Lyman, 1868.
- Groupe de Bacchus enfant avec un chevreau, 1871.
- Fontaine, 1874-1876[12].
- Mary Howitt, 1875[13].
- Cléopâtre, 1876[14].
- Buste de Théodore Parker, 1877.

### Galerie

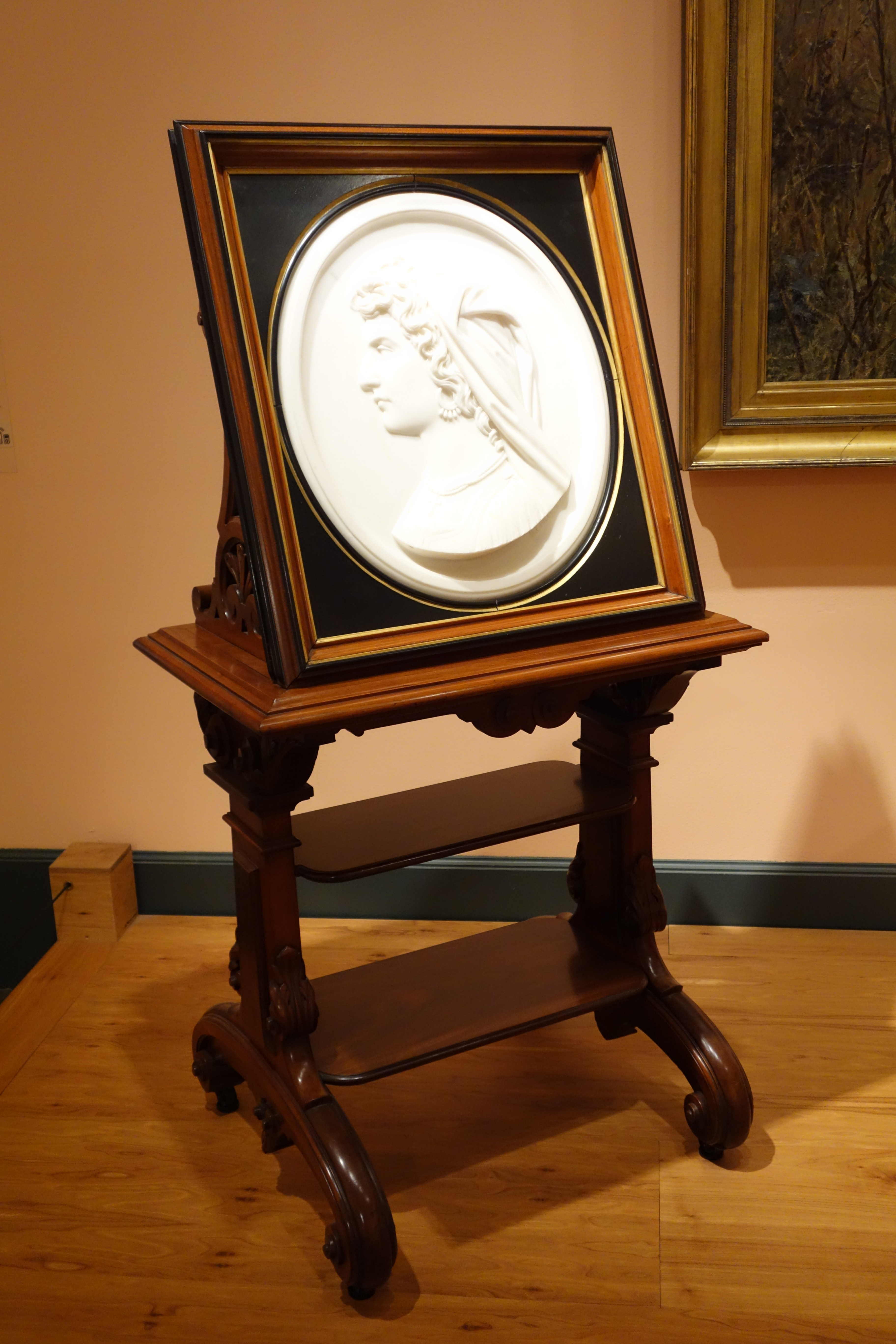
Bas-relief en marbre de Pascuccia (1865), Brooklyn Museum.
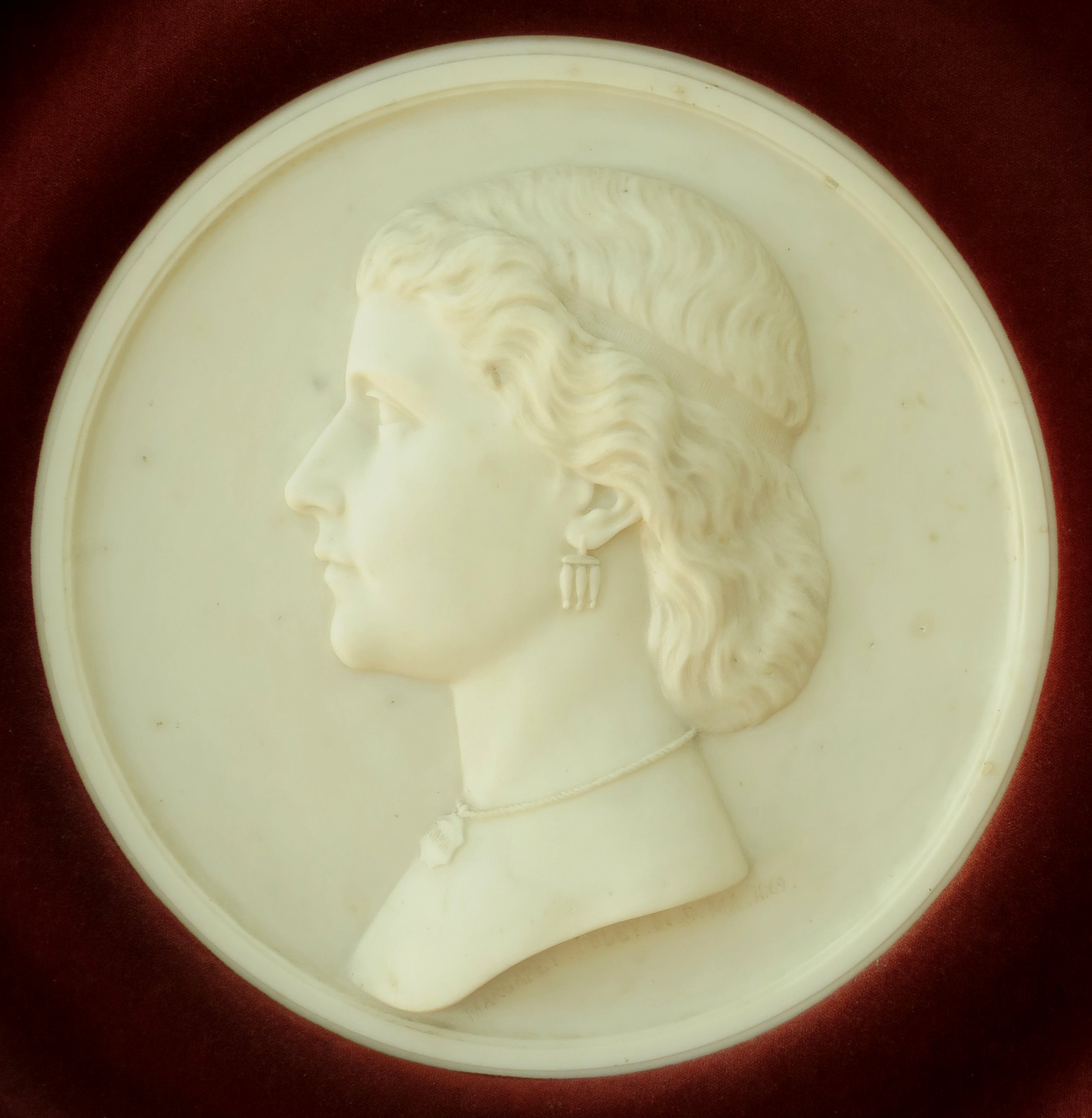
Jenny Lind (1869), High Museum of Art.
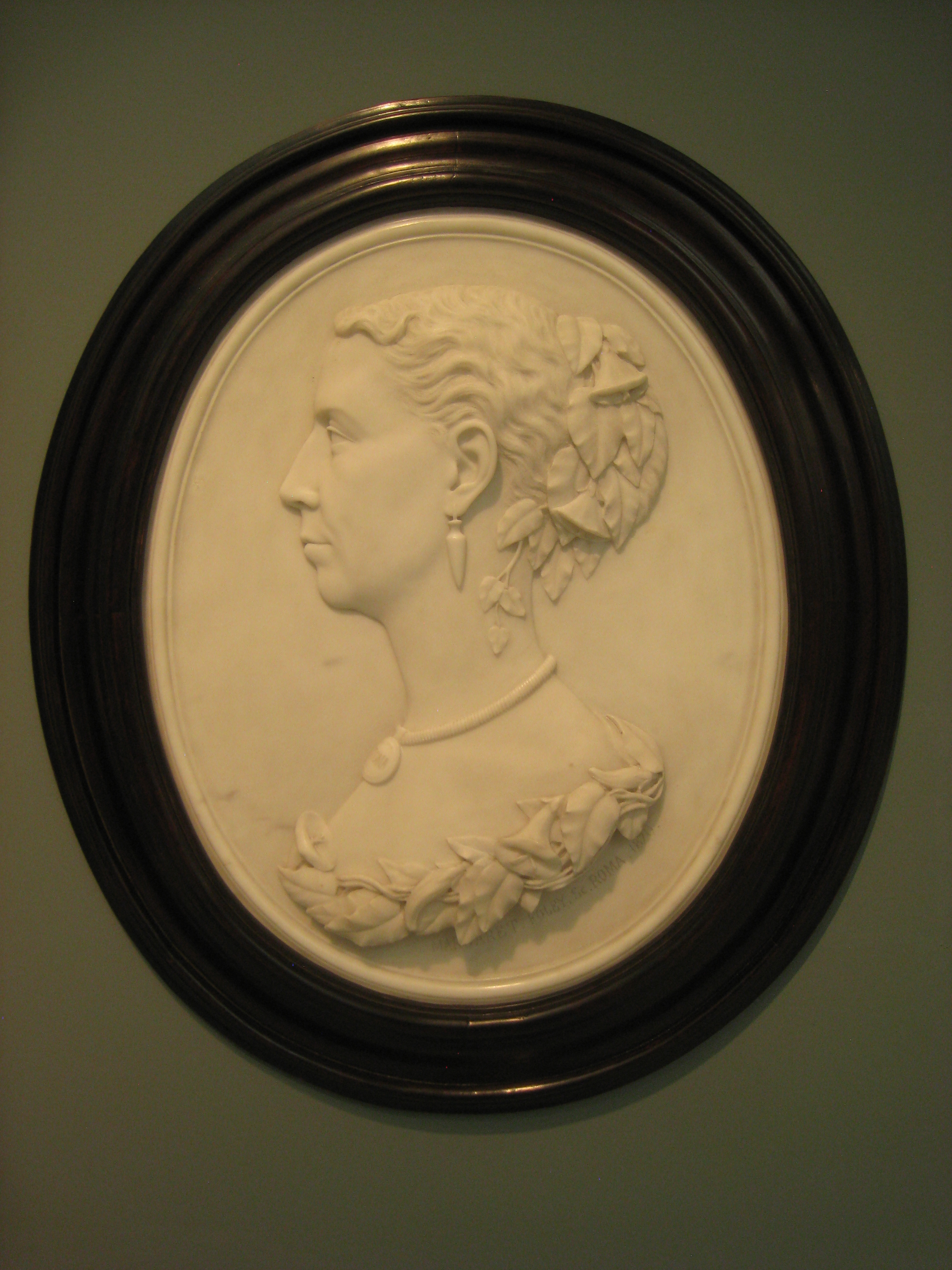
Mme Cleveland (1870), Carnegie Museum of Art.
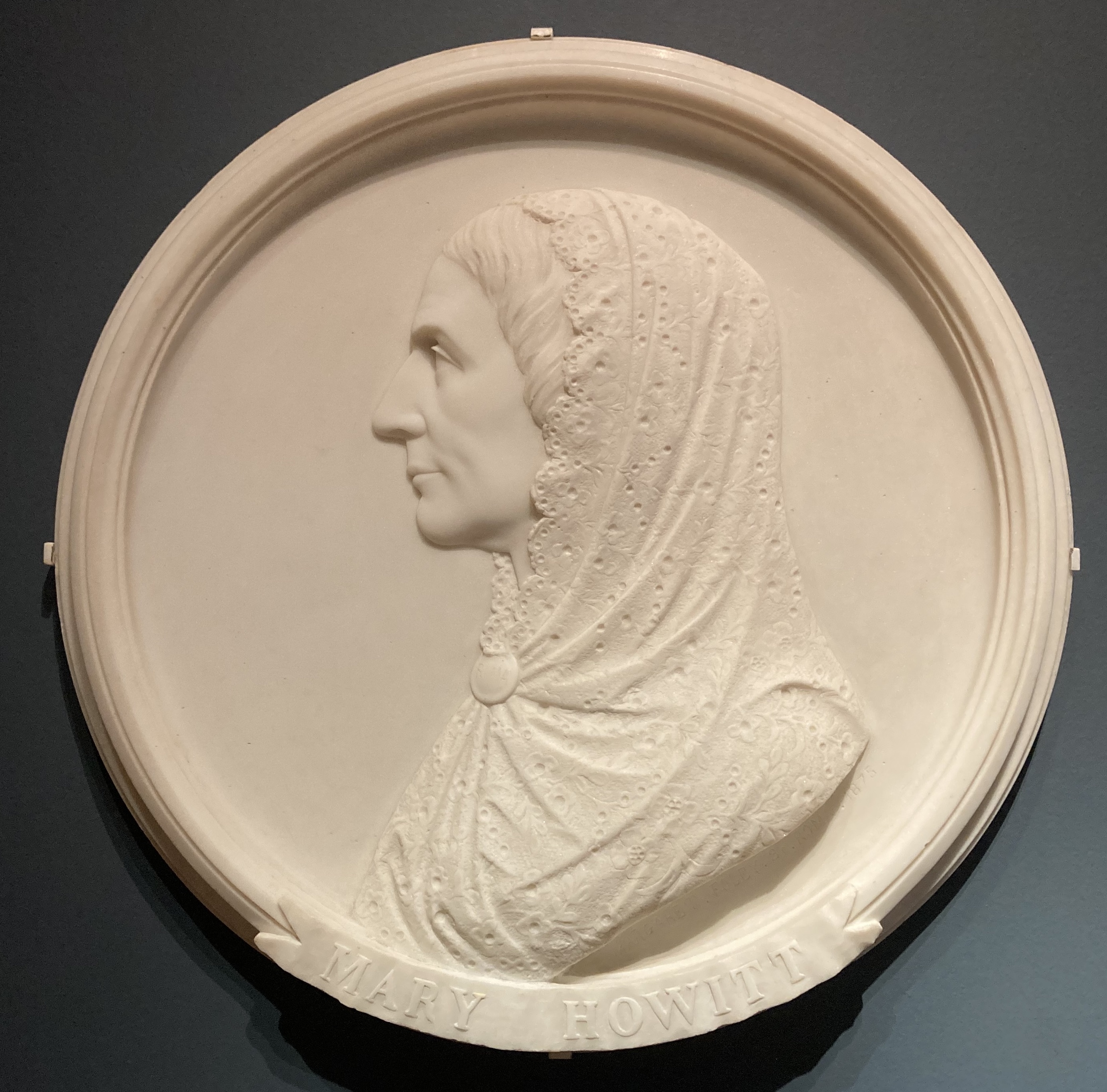
Mary Howitt (1875), Chrysler Museum of Art.
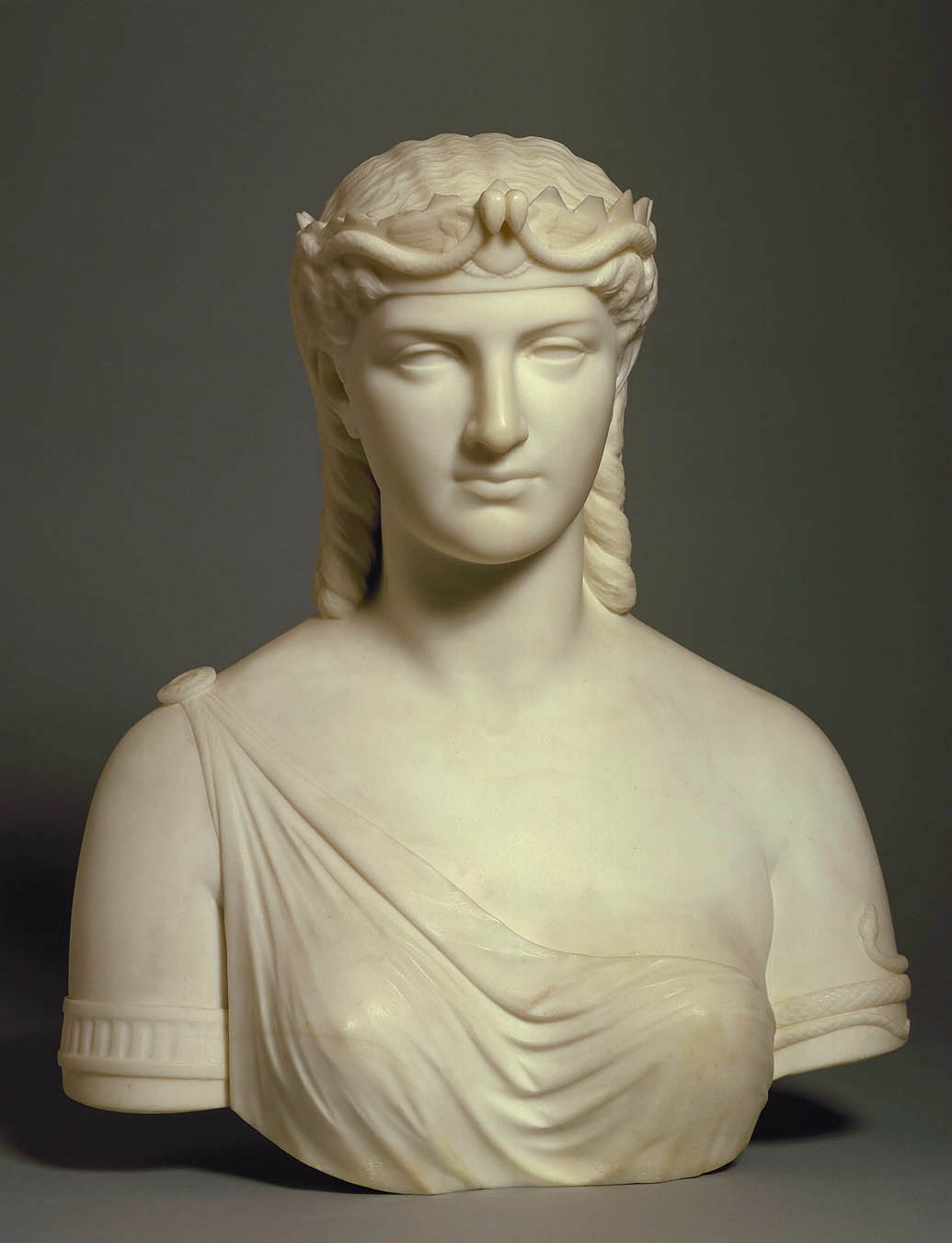
Cléopâtre (1876), Smithsonian American Art Museum.
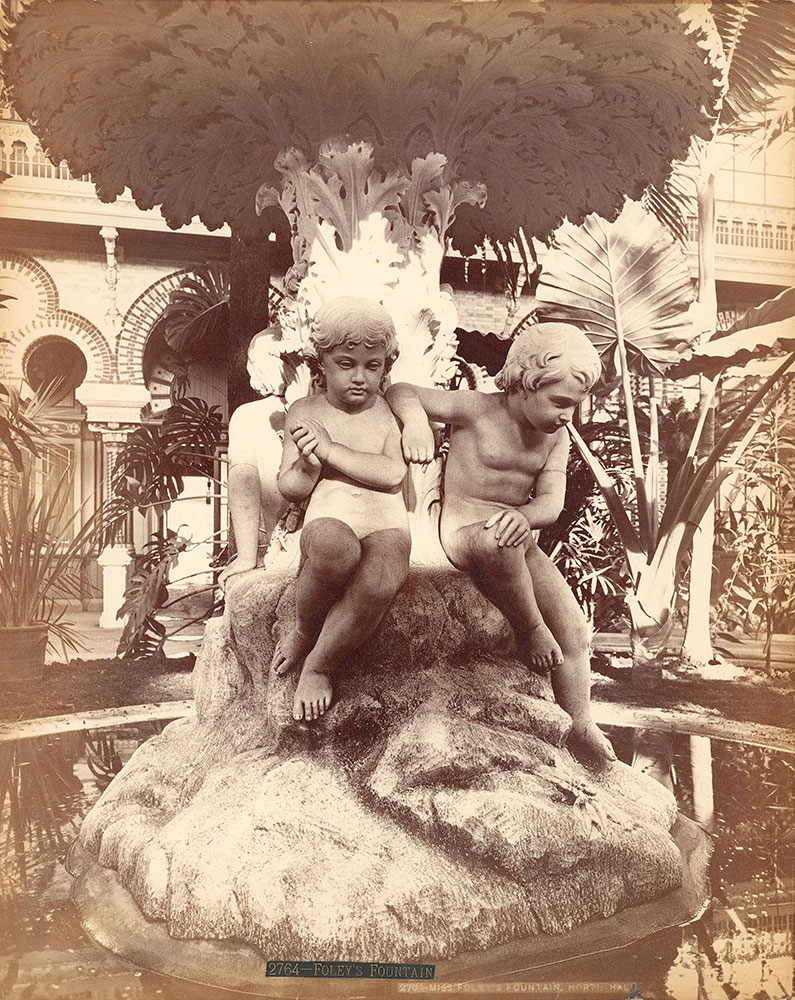
Fontaine à l'exposition internationale de 1876.